# Зеленогайский сельский совет (Залещицкий район)
Зеленогайский сельский совет (укр. Зеленогайська сільська рада) — входит в состав
Залещицкого района
Тернопольской области
Украины.
Административный центр сельского совета находится в 
с. Зелёный Гай.

## Населённые пункты совета
- с. Зелёный Гай
- с. Печорна